# Frances Power Cobbe
Frances Power Cobbe (* 4. Dezember 1822 bei Dublin; † 5. April 1904 in Hengwrt, Wales) war eine irische Schriftstellerin, Sozialreformerin, Frauenrechtlerin und Vorreiterin des Kampfes gegen Tierversuche. Ihr Erwachsenenleben verbrachte sie überwiegend in England und Wales, wo sie auch starb.

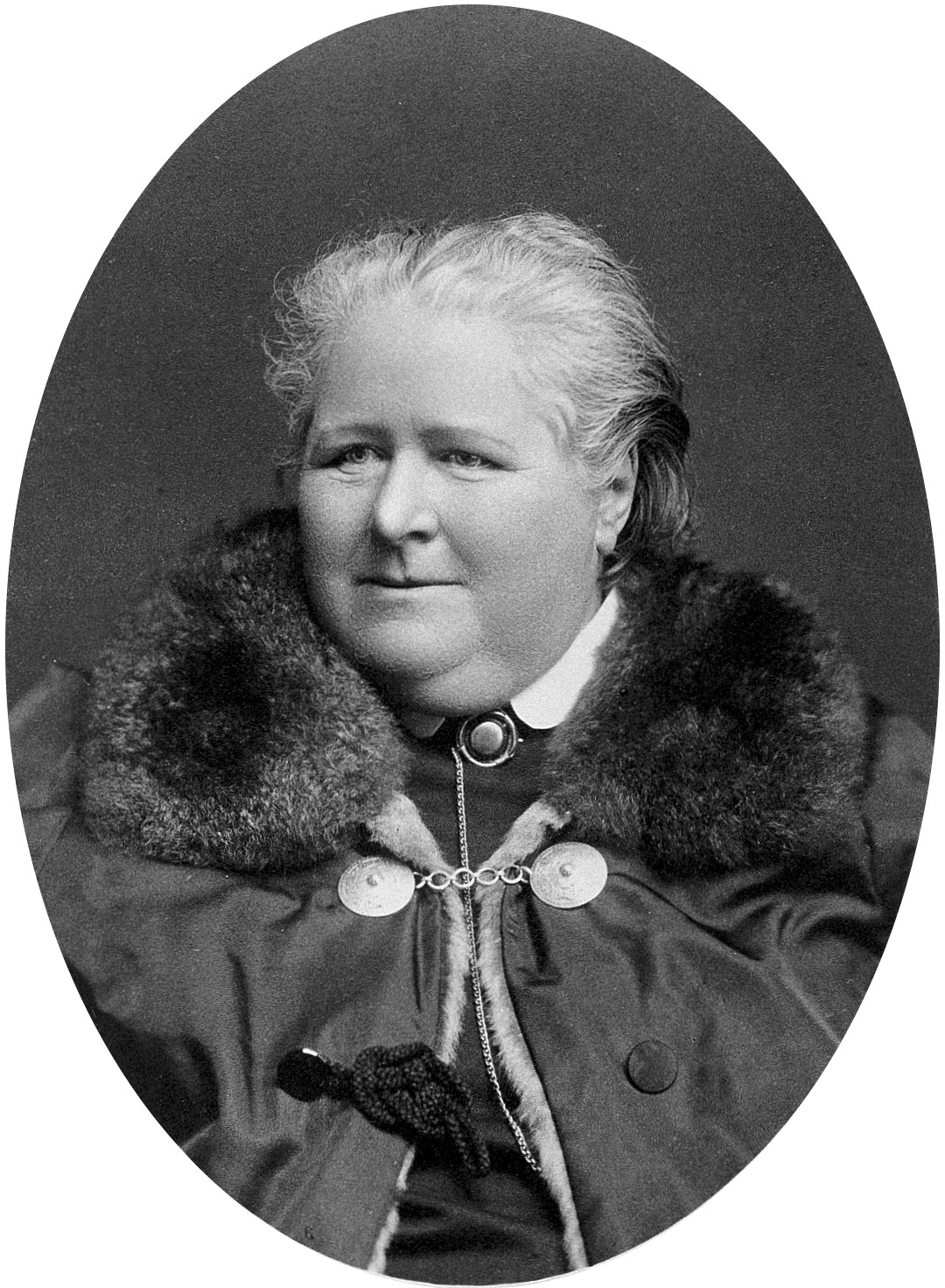
Frances Power Cobbe (um 1894)

## Leben
Cobbe wuchs nahe Dublin im heutigen Donabate auf dem Gut Newbridge Estate auf, dem Stammsitz der verzweigten Familie Cobbe. Dort erhielt sie auch weitgehend ihre auf die klassische Frauenrolle zugeschnittene Bildung. Während sie zwischen 1838 und 1857 den Haushalt führte, betrieb sie auf eigene Faust natur- und geisteswissenschaftliche Studien. Das Verhältnis zu ihren Eltern trübte sich, als Cobbes religiöse Zweifel zunahmen. Ihre seit Längerem kranke Mutter starb bereits 1847, der Vater 10 Jahre darauf. Von ihrem 1855 veröffentlichten Essay on the Theory of Intuitive Morals zeigte sich der Vater schockiert.
Eine kleine Erbschaft ermöglichte es Cobbe, den Mittelmeerraum zu bereisen und anschließend nach Bristol (Südengland) zu gehen, wo sie für ein knappes Jahr mit der unitarischen Sozialreformerin Mary Carpenter zusammen lebte und in deren Schule für „schwererziehbare“ Kinder mitarbeitete. Diese Tätigkeit überforderte Cobbes Gesundheit. Da ihr zudem Carpenters Askese (auch in erotischer Hinsicht) missfiel, zog sie bald weiter nach London, wo sie als Journalistin Fuß fassen konnte. Sie hatte bereits aus Italien für die Londoner Daily News berichtet. Durch Artikel über Frauenrechtsfragen machte sie 1861 die Bekanntschaft führender Feministinnen wie Barbara Bodichon und Lydia Becker. Der liberale Ökonom John Stuart Mill ermutigte sie im Schreiben. Sie wurde Mitglied im Married Women’s Property Committee und 1867 auch in der London Society für Women's Suffrage, die sich für die Einführung des Frauenwahlrechts einsetzte. Cobbe-Artikel wie Wife-Torture in England (1878) trugen zur Verabschiedung neuer, den Frauen günstigerer Scheidungsgesetze bei.

### Lebenswandel
Wie Olive Banks anhand der Aufsätze aus Cobbes Feder Criminals, Idiots, Women and Minors von 1869 und The Duties of Women von 1881 zeigte, war Cobbes Haltung zur Rolle der Geschlechter zwiespältig: Einerseits verdammte Cobbe die wirtschaftliche Abhängigkeit und seelische Knechtung der Frau durch den Mann, andererseits pochte sie auf die Ehe- und Mutterpflichten der Frau, sofern sie sich einmal darauf eingelassen habe. Sie prangerte sogar den „losen“ Lebenswandel gewisser „fortschrittlicher“ Frauen an, obwohl sie sich selber nie etwas aus Männern machte, vielmehr mit Frauen zusammenlebte – ab 1860 mit Mary Lloyd.

### Kampf gegen Vivisektion
Ein weiteres, für sie wichtiges Betätigungsfeld eröffnete sich für Cobbe um 1870: Sie wandte sich gegen Tierversuche (damals: Vivisektion) und forderte entsprechende Gesetze. 1875 rief sie die Society for the Protection of Animals Liable to Vivisection (SPALV), die weltweit erste Vereinigung dieser Art, und 1898 die British Union for the Abolition of Vivisection (BUAV) ins Leben. Sie gehörte zu den führenden Personen der neuen Bewegung, die zu Cobbes Lebzeiten zumindest gesetzlich befohlene Einschränkungen der an Versuchstieren erlaubten Grausamkeiten erreichte. Zu ihren Widersachern zählte Charles Darwin, der in der Londoner Times wiederholt vor gewissen „gar zu gütigen“ Frauen warnte, die der Wissenschaft und dem Fortschritt Knüppel zwischen die Beine würfen. Gleichwohl wurde Cobbe von Emma und Charles Darwin von etlichen Besuchen in Down, dem Anwesen der Darwins, und von Briefen her geschätzt.
Cobbe blieb dem unitarischen/philosophischen Theismus treu, den „mein Pfarrer“ und „Kapitän“ James Martineau vertrat, ein Londoner Theologe und Bruder der Sozialreformerin Harriet Martineau. Das schloss den Glauben an persönliche Unsterblichkeit ein, wie sie ihn 1882 in The Peak in Darien rechtfertigte.
Eine weitere Erbschaft setzte Cobbe 1884 in die Lage, mit ihrer Gefährtin Lloyd zurück nach Wales zu gehen. Dort starb sie auch 20 Jahre später. Ihre Autobiographie erschien 1894 in der Erstauflage und wurde in ihrem Todesjahr neu aufgelegt.

## Schriften
- The intuitive theory of morals. Theory of morals, 1855
- Essays on the pursuits of Woman, 1863
- The red flag in John bull's eyes, 1863
- The cities of the past, 1864
- Broken Lights: an Inquiry into the Present Condition and Future Prospects of Religious Faith, 1864
- Religious duty, 1864
- The confessions of a lost Dog, 1867
- Dawning Lights : an Inquiry Concerning the Secular Results of the New Reformation, 1867
- Criminals, Idiots, Women, and Minors, 1869[5]
- Alone to the Alone: Prayers for Theists, 1871
- Darwinism in Morals, and Other Essays, 1872
- The Hopes of the Human Race, 1874
- The Moral Aspects of Vivisection, 1875
- The Age of Science: A Newspaper of the Twenthies Century, 1877
- The Duties of Women, 1881
- The Peak in Darien, 1882
- Life of Frances Power Cobbe as told by herself. Vol. I; Vol. II, 1894